# Гудред I Харальдссон (король Мэна)
Годред I Харальдссон (Гофрайд мак Аральт) (ум. 989) — норвежско-гэльский король Мэна и островов (977—989).

## Происхождение
Гофрайд и его брат Маккус были представителя династии Уи Имар (дом Ивара), которая вела своё происхождение от Ивара I (ум. 873), который иногда отождествляется с легендарным Иваром Рагнарссоном (Иваром Бескостным), сыном легендарного датского морского короля Рагнара Лодброка.
Отцом Гофрайда и Маккуса был Харальд (Аральт), который отождествляется с Аральтом мак Ситриком, королём Лимерика, который был убит в Коннахте в 940 году. Маккус и Гофрайд были племянниками Амлайба (Олафа) Кварана, короля Дублина.
Бенджамин Хадсон выдвинул альтернативное мнение, что Гофрайд и Маккус были сыновьями викингского лидера Харальда, действовавшего в Нормандии.

## Деятельность
Впервые Гофрайд в качестве сына Харальда упоминается во время нападения на Англси в 971 году. Хроника принцев заявляет, что это Гофрайд руководил вторжением на остров. В следующем он собирал дань с Англси. В 979 году он совершил нападение на Поуис, а в 980 году в союзе с Кистенином ап Иаго вновь опустошил Англси, но Кистенин был убит Хивелом ап Иейавом. В 980 году Гофрайд, вероятно, возглавил нападение на Честер. В 982 году он снова в Уэльсе и атаковал Дивед.
В 984 году Гофрайд вместе с Маккусом соединили флот под Уотерфордом с военными силами Бриана Бору, короля Мунстера, и Ивара, короля Уотерфорда. Их объединенные войска и флотилии напали на Дублин. Неназванный сын Харальда выиграл битву на острове Мэн в 987 году, но был это Макксу или Гофрайд неизвестно. В 987 году Гофрайд совершил рейд на остров Англси, согласно Хроники принцев, взял 2 тысячи пленников.
Гофрайд погиб в 989 году в Дал Риаде, но относится ли это к Гленс Антрим или, возможно, к какой-то другой части западного побережья Шотландии, неясно. В сообщениях о смерти Гофрайда он назывался королём Гебридских островов. Братья Гофрайд и Маккус были включены в список правителей острова Мэн.

## Потомки
Сын Гофрайда Рагналл умер в Мунстере в 1005 году, он также именовался королём Гебрид. Король Дублина и Островов Эхмарках мак Рагналл, возможно, являлся внуком Гофрайда, он также считается внуком или правнуком Ивара, короля Уотерфорда (ум. 1000). Кат инген Рагналл, супруга верховного короля Ирландии Доннхада мак Бриайна, часто считалась сестрой Эхмаркаха. Хроника принцев сообщают, что дочь Гофрайда Маэл Муир стала женой Гилла Патрайка мак Доннхада, короля Осрайге (1039—1055). Если это верно, то Доннхад Мак Гилла Патрайк, позднее ставший королём Лейнстера (1033—1039), был внуком Гофрайда, и все последующие короли Осрайге и члены династии Фицпатрик являлись его потомками.
Нормандский хронист Гильом Жюмьежский ошибочно называл Лагманна «королём шведов». На самом деле Лагманн, сын Гофрайда, был королём Гебридских островов. Согласно Cogad Gáedel re Gallaib, сын Легманна Амлайб (Олаф) был убит в битве при Клонтарфе в Ирландии (1014).